# Fogacskás kehelygomba
A fogacskás kehelygomba (Tarzetta cupularis) a csészegombák (Pezizales) rendjébe, a Pyronemataceae családba, a Tarzetta nemzetségbe tartozó, nem ehető gombafaj. Ökológiáját még nem ismerjük, bár Leho Tedersoo és tsai. szerint a Tarzetta nemzetség legalább néhány faja mikorrhizás.
Széles körben elterjedt. Nedves, homokos talajon, parkok, kertek nyílt gyepében, lombos fák vagy cserjék alatt, tűlevelű erdők mohájában, magánosan, néha sokadmagával nő. Április végétől október közepéig, nedves időben terem.
Néhány milliméter átmérőjű gömböcskeként jelenik meg a talaj felszínén, melynek külső felszínét fátyolszerű szövedék óvhatja. A gömböcske felnyílása után serleg-, majd 5–15 mm átmérőjű csészeforma jön létre, rövid, a talajba hatoló, 1–2 mm-től 1 cm-esig terjedő átmérőjű tönkkel. A serleg külső része halványszürke-barnássárga, pelyhes, szemcsés, talajmaradványok lehetnek rajta. Szabálytalan pereme finoman fogazott, szálas, pelyhes, beszakadozó, hullámos is lehet. A serleg belseje sima, a külső résszel megegyező színű, kissé sötétebb. Alja fehéren szöszös. A csésze törékeny, vékony húsú.
A spóratömlők nagysága 300×15 µm, jód (Melzer-reagens) hatására nem kékülnek el. A tömlőkben 8 szélesen elliptikus, sima felszínű, 2 olajcseppet tartalmazó, 19-22 × 13-15 µm méretű spóra nő. A vegetatív hifák (paraphysis) vékonyak, válaszfalasak (szeptáltak), alapjuknál elágazók, csúcsuknál enyhén megvastagodók.

## Hasonló fajok
A sárga kehelygomba (Tarzetta cattinus) tönkje hosszabb, termőteste nagyobb, kívül-belül élénksárga, nagyszámú csoportokban jelentkezik szerves trágyában gazdag talajokon. A spórák keskenyebbek.
A Tarzetta gaillardiana termőteste apró, legfeljebb 8 mm átmérőjű, spórái nagyobbak.